# Exechiopsis stylata
Exechiopsis stylata är en tvåvingeart som först beskrevs av Ostroverkhova 1979.  Exechiopsis stylata ingår i släktet Exechiopsis och familjen svampmyggor. Inga underarter finns listade i Catalogue of Life.